# Gu Jun
Gu Jun (en chinois simplifié: 顾俊), née le 3 janvier 1975 à Wuxi en Chine, était une joueuse professionnelle de badminton dans les années 1990. Elle était la partenaire de Ge Fei et remporta à deux reprises les Jeux olympiques (1996 et 2000). Elle fut invaincue pendant plus de quatre ans associée à son amie d’enfance Ge Fei.

## Carrière professionnelle
Gu Jin et Ge Fei étaient la meilleure équipe de double dames des années 1990 en remportant plus de trente compétitions internationales. Elle a également été membre de l'équipe de Chine pour la Uber Cup en 1998 et 2000. Elle prit sa retraite après les Jeux olympiques de 2000 où elle remporta la médaille d'or.

### Palmarès: Compétitions internationales
| Rang                    | Catégorie    | Année | Lieu                   |
| ----------------------- | ------------ | ----- | ---------------------- |
| Jeux olympiques         |              |       |                        |
| 1                       | Double dames | 2000  | Sydney, Australie      |
| 1                       | Double dames | 1996  | Atlanta, États-Unis    |
| Championnats du monde   |              |       |                        |
| 1                       | Double dames | 1999  | Copenhague, Danemark   |
| 1                       | Double dames | 1997  | Glasgow, Écosse        |
| Jeux asiatiques         |              |       |                        |
| 1                       | Double dames | 1998  | Bangkok, Thaïlande     |
| Championnats asiatiques |              |       |                        |
| 1                       | Double dames | 1999  | Kuala Lumpur, Malaisie |
| 1                       | Double dames | 1998  | Bangkok, Thaïlande     |
| 1                       | Double dames | 1995  | Beijing, Chine         |
| 1                       | Double dames | 1994  | Shanghai, Chine        |
| Uber Cup                |              |       |                        |
| 1                       | Équipe       | 2000  | Kuala Lumpur, Malaisie |
| 1                       | Équipe       | 1998  | Hong Kong, Hong Kong   |
| Sudirman Cup            |              |       |                        |
| 1                       | Équipe       | 1997  | Glasgow, Écosse        |

### Palmarès: Tournois internationaux
| Rang | Catégorie    | Année                              | Tournoi                    |
| ---- | ------------ | ---------------------------------- | -------------------------- |
| 1    | Double dames | 2000                               | Open de Malaisie           |
| 1    | Double dames | 1996, 1997, 1998, 2000             | Open d'Angleterre          |
| 1    | Double dames | 1997, 1998                         | Open de Suisse             |
| 1    | Double dames | 1997                               | Open de Corée              |
| 1    | Double dames | 1996, 1997                         | Badminton World Cup        |
| 1    | Double dames | 1995                               | Open d'Indonésie           |
| 1    | Double dames | 1994, 1995, 1997, 1998             | Open de Singapour          |
| 1    | Double dames | 1994, 1995, 1996, 1997, 1998, 1999 | World Badminton Grand Prix |
| 1    | Double dames | 1995, 1997, 1998, 1999             | Open du Japon              |
| 1    | Double dames | 1993, 1994, 2000                   | Open de Thaïlande          |